# Miloš Nikolić (cầu thủ bóng đá, sinh 1987)
Miloš Nikolić (Kirin Serbia: Милош Николић; sinh 26 tháng 1 năm 1987) là một hậu vệ bóng đá Serbia thi đấu cho Radnički Pirot.